# 주제프 류이스 세르트

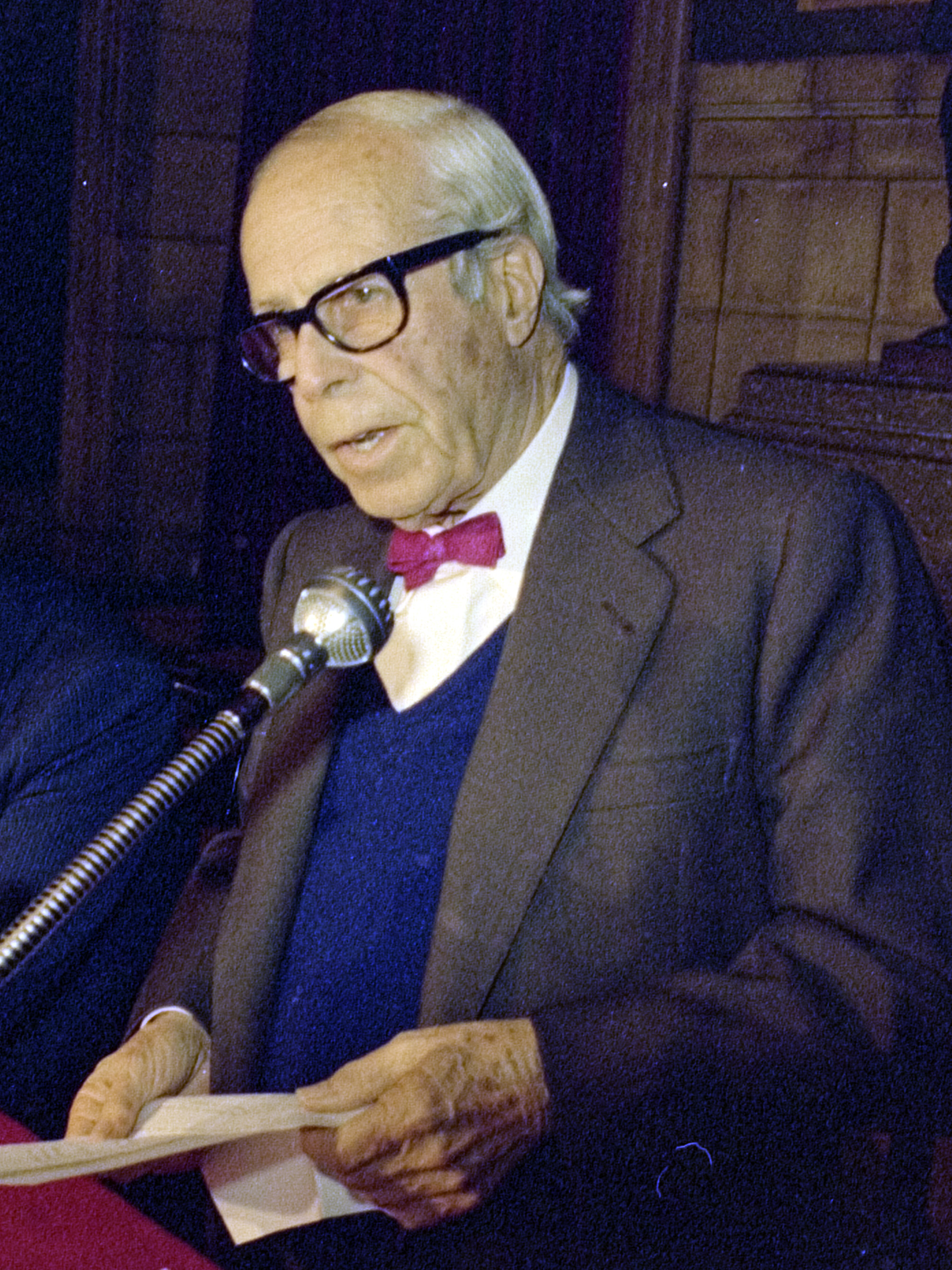

주제프 류이스 세르트 이 로페스(Josep Lluís Sert i López, 1902년 ~ 1983년 3월 15일)는 스페인의 건축가이다.